# 真綿
真綿（まわた）とは、絹の一種で蚕の繭を煮た物を引き伸ばして綿にした物。日本（日本語）においては、室町時代に木綿の生産が始まる以前は、綿（わた）という単語は即ち真綿の事を指していた。

## 概要

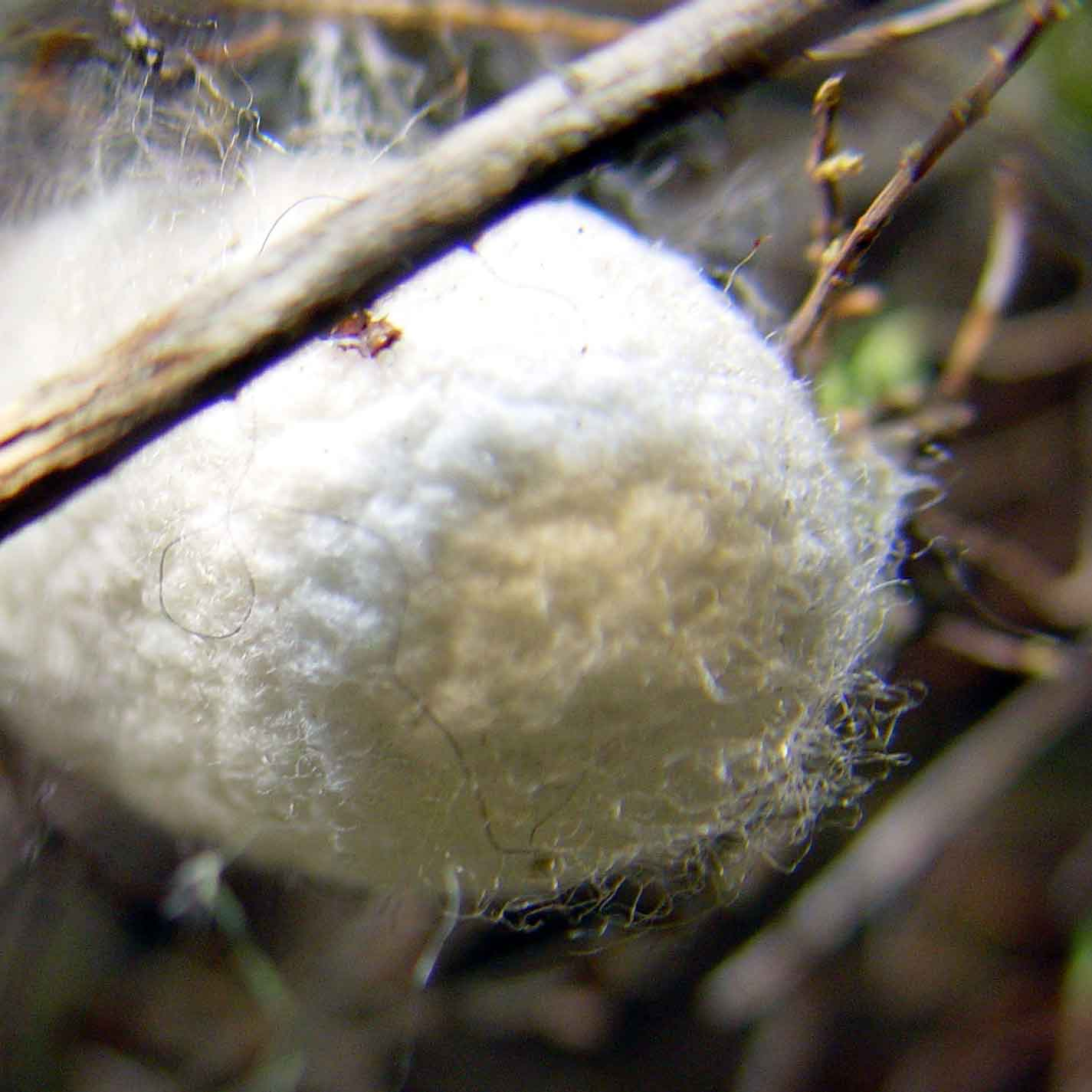
繭

生糸にするに至らない品質の繭を石鹸、灰汁、ソーダなどのアルカリ性の薬品類で精練した後でよく水洗いを行い、一つずつ水中で広げながら引き伸ばして中の蚕や不純物を取り除き、ゲバと呼ぶ木枠に四角く均一に張りかけて乾燥させるのが一般的な製法である。これを「角真綿」と称し、他にも細かい製法の違いによって「袋真綿」・「ひじ掛け真綿」と呼ばれているものも存在する。

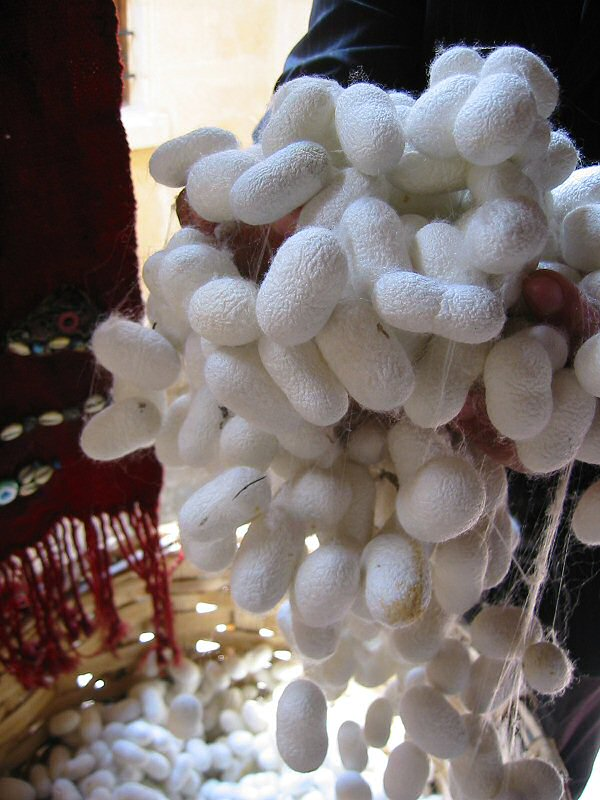
繭

白くて光沢があり、柔らかく保温性にも富んでいるため、昔から布団や綿帽子、防寒着の中に詰め込む素材として（又はそのまま服の間に挟んで使用〈背負い真綿〉）利用されてきた。また、良質のものは紬の原料としても利用された。

## 利用史
日本でも古くは『続日本紀』から真綿に関する記述がみられ、8世紀初め、地方の険しい山から来る民が米俵ではなく軽い真綿や嵩張らない鉄を調に代えてほしいと訴えてきたとの報告や、渤海郡王への贈り物として渤海人に渡したことなどが記されている（国内真綿が古代から交易品として用いられた記録である）。中世には度重なる戦乱の影響などもあって生糸を作る技術が失われ、養蚕は専ら真綿の生産のために行われていた。江戸時代に入ると、本来は真綿の代替品であった木綿栽培が普及したほか生糸生産技術が復興したため真綿の生産は衰微したが、今日でも滋賀県・福島県・長野県などで機械を利用した生産が行われ、紬や布団などに加工されている。また、近年では中国などからの輸入も盛んである。

## その他
その他、特殊な用途として、忍者が逃げる際の偽装術として用いられた。厳密には、縁の下などに入る際、竹竿か何かで蜘蛛の巣を破り、自分は別の方向に逃げ、そこに真綿の糸を張り、追手を騙す（追手は破られた巣の方に逃げたと錯覚し、追う）。縁の下は暗闇である為、真綿の糸でも蜘蛛の巣に十分偽装できた。